# Co wiecie o swoich dziadkach?
Co wiecie o swoich dziadkach? (ang. Daddy’s Home 2) – amerykański film komediowy z 2017 roku w reżyserii Seana Andersa, wyprodukowany przez wytwórnię Paramount Pictures. Kontynuacja filmu Tata kontra tata z 2015 roku. Główne role w filmie zagrali Will Ferrell, Mark Wahlberg, Linda Cardellini, John Cena, John Lithgow i Mel Gibson.
Premiera filmu odbyła się 10 listopada 2017 w Stanach Zjednoczonych. W Polsce premiera filmu odbyła się 1 grudnia 2017.

## Fabuła
Po wydarzeniach z poprzedniej części Dusty Mayron (Mark Wahlberg) i ojczym jego dzieci Brad Whitaker (Will Ferrell) dołożyli starań, aby ich relacje można było nazwać uprzejmymi. Dusty niedawno wziął ślub z piękną Karen (Alessandra Ambrosio) i także został ojczymem, a jego była żona Sara (Linda Cardellini) i Brad spodziewają się dziecka. Bohaterowie łączą siły, by pokazać swoim dzieciom, na czym polega magia świąt Bożego Narodzenia. Ich nowo powstała przyjaźń zostaje poddana testowi, kiedy w odwiedziny przyjeżdżają ich ojcowie: tata Dusty’ego, Kurt (Mel Gibson) – arogancki macho oraz nadwrażliwiec Don Whitaker senior (John Lithgow). Na dodatek niespodziewanie pojawia się eksmąż Karen, były zapaśnik Roger (John Cena).

## Obsada
- Will Ferrell jako Brad Whitaker
- Mark Wahlberg jako Dusty Mayron
- Mel Gibson jako Kurt Mayron
- John Lithgow jako Don Whitaker
- Linda Cardellini jako Sara Whitaker
- John Cena jako Roger
- Scarlett Estevez jako Megan Mayron
- Owen Vaccaro jako Dylan Mayron
- Alessandra Ambrosio jako Karen Mayron
- Didi Costine jako Adrianna
- Chesley Sullenberger jako ojczym Brada

## Wersja polska
W wersji polskiej udział wzięli:
- Rafał Rutkowski – Brad
- Piotr Grabowski – Dusty
- Paweł Wawrzecki – Don
- Krzysztof Stelmaszyk – Kurt
- Ewa Konstancja Bułhak – Sara
- Monika Dryl – Karen
- Sara Lewandowska – Megan
- Zofia Modej – Adrianna
- Antoni Scardina – Dylan
- Nastazja Bytner – Casey
- Anna Gajewska – Dyrektor Hayes
- Marta Dylewska – Jane
- Mirosława Krajewska – Babcia Ginny
- Piotr Fronczewski – Liam Neeson
- Marek Barbasiewicz – Sully
- Jacek Król – Roger

W pozostałych rolach:
- Julia Kołakowska-Bytner
- Julia Sacharczuk
- Anna Wodzyńska
- Adam Bauman
- Igor Borecki
- Krzysztof Cybiński
- Michał Karwowski
- Aleksander Kaźmierczak
- Zbigniew Konopka
- Robert Kowalski
- Michał Rosiński

Opracowanie wersji polskiej: SDI Media Polska

Reżyseria: Łukasz Lewandowski

Dialogi polskie: Zofia Jaworowska

Realizacja nagrań i montaż: Mateusz Michniewicz

Kierownictwo produkcji: Marcin Kopiec, Beata Jankowska

Zgranie wersji polskiej: Shepperton International

## Produkcja
Zdjęcia do filmu kręcono w Bostonie, Great Barrington, Wellesley, Concord, Framingham, Manchester-by-the-Sea, Quincy, Cambridge, Clinton i Lawrence w Massachusetts.

## Odbiór

### Box office
Z dniem 26 listopada 2017 roku film Co wiecie o swoich dziadkach? zarobił łącznie $72.7 milionów dolarów w Stanach Zjednoczonych i Kanadzie, a $15 milionów w pozostałych państwach; łącznie $87.7 milionów, w stosunku do budżetu produkcyjnego $69 milionów.

### Krytyka w mediach
Film Pierwsza gwiazdka spotkał się z negatywnymi reakcjami od krytyków. Agregujący recenzje filmowe serwis Rotten Tomatoes, w oparciu o dziewięćdziesiąt trzy omówienia, okazał obrazowi 16-procentowe wsparcie (średnia ocena wyniosła 3,8 na 10). Na portalu Metacritic średnia ocen z 26 recenzji wyniosła 30 punktów na 100.